# أسد أباد (اسفندار)
أسد أباد (بالفارسية: اسدآباد) هي قرية تقع في إيران في قسم اسفندار الريفي. يقدر عدد سكانها بـ 798 نسمة بحسب إحصاء 2016.